# Кунг-фу бешеной обезьяны
«Кунг-фу бешеной обезьяны» (англ. Mad Monkey Kung Fu, иер. трад. 疯猴, кант.-рус.: Фун хау, буквально: «Бешеная обезьяна») — фильм режиссёра Лю Цзяляна, снятый на студии Shaw Brothers и вышедший в прокат в 1979 году.

## Сюжет
Господин Чань (Лю Цзялян) был замечательным бойцом, но применял он своё искусство только ради заработка, давая вместе с сестрой госпожой Чань (Кара Хуэй), представления в жанре китайской оперы. Однако, он становился совершенно невменяемым, если выпивал, и этим пользуется один из важных людей в городе, куда герои приехали с гастролями. Подлец Тюнь (Ло Ле) упаивает Чаня и подкладывает ему в постель свою жену, чтобы после обвинить его в изнасиловании и забрать его сестру в качестве компенсации. На прощанье он уродует Чэню руки, и теперь он вряд ли способен на то же, что и раньше. Спустя пять лет после этого Чань ходит по городам с ручной обезьянкой, но однажды возвращается в этот город и находит там себе ученика «Маленькую обезьянку» (Сяо Хоу), поразительно умеющего подражать обезьяне.

## В ролях
| Актёр         | Роль              |
| ------------- | ----------------- |
| Лю Цзялян     | Чань Пак          |
| Сяо Хоу       | Обезьяна          |
| Ло Ле         | Тюнь Чёнъюнь      |
| Вай Инхун     | Чань Чхёйхун      |
| Линь Хуэйхуан | Чхой              |
| Линь Кэмин    | Фок               |
| Шэнь Сянь     | Тхинь             |
| Вон Чхинхо    | счетовод Чёнъюня  |
| Ван Вэнь      | любовница Чёнъюня |